# Albert J. Beveridge

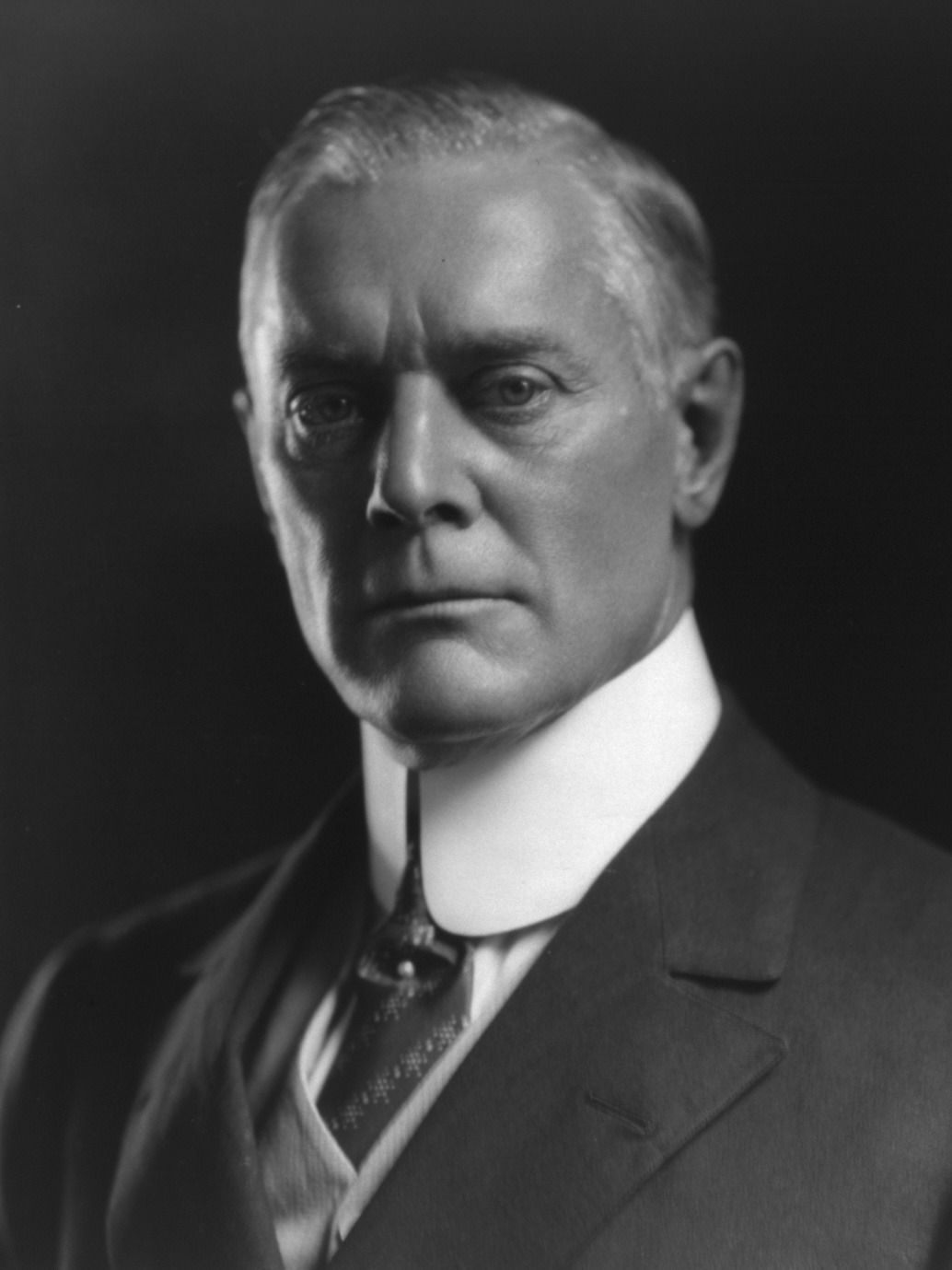
Albert J. Beveridge

Albert Jeremiah Beveridge (6 de outubro de 1862 - 27 de abril de 1927) foi um historiador americano e senador dos Estados Unidos por Indiana. Ele foi um líder intelectual da Era Progressista e biógrafo do presidente da Suprema Corte John Marshall e do presidente Abraham Lincoln.

## Primeiros anos
Beveridge nasceu em 6 de outubro de 1862, no condado de Highland, Ohio, perto de Sugar Tree Ridge; seus pais se mudaram para Indiana logo após seu nascimento. Seus pais, Thomas H. e Frances Parkinson, eram descendentes de ingleses. Sua infância foi de trabalho árduo e trabalho. Beveridge se formou na Sullivan Township High School em 1881. Garantindo uma educação com dificuldade, ele acabou se tornando um escriturário em Indianápolis. Em 1887, ele foi admitido na Ordem dos Advogados de Indiana, exerceu a advocacia em Indianápolis e casou-se com Katherine Langsdale. Após a morte de Katherine em 1900, Beveridge casou-se com Catherine Eddy em 1907.
Beveridge se formou na Indiana Asbury University (agora DePauw University) em 1885, com um Ph.B. grau. Ele era membro da fraternidade Delta Kappa Epsilon. Ele era conhecido como um orador convincente, fazendo discursos apoiando a expansão territorial dos EUA e aumentando o poder do governo federal.
Beveridge era maçom e membro da Loja Oriental nº 500 em Indianápolis.

## Carreira política
Beveridge entrou na política em 1884 falando em nome do candidato presidencial James G. Blaine e foi proeminente em campanhas posteriores, particularmente em 1896, quando seus discursos atraíram a atenção geral.  Em 1899, Beveridge foi nomeado para o Senado dos Estados Unidos como republicano e serviu até 1911. Ele apoiou as visões progressistas de Theodore Roosevelt e foi o orador principal na nova convenção do Partido Progressista que nomeou Roosevelt para presidente dos Estados Unidos em 1912.
Beveridge é conhecido como um dos mais proeminentes imperialistas americanos. Ele apoiou a anexação das Filipinas e, junto com o líder republicano Henry Cabot Lodge, fez campanha pela construção de uma nova marinha. Em 1901, Beveridge tornou-se presidente do Comitê de Territórios do Senado, o que lhe permitiu apoiar a criação de um estado para Oklahoma. No entanto, ele bloqueou a criação de um estado para o Novo México e o Arizona porque considerava os territórios muito escassamente ocupados por brancos. Em sua opinião, eles continham muitos hispânicos e nativos americanos, que ele descreveu como intelectualmente incapazes de entender o conceito de autogoverno.  Ele celebrou o "fardo do homem branco" como uma missão nobre, parte do plano de Deus para levar a civilização ao mundo inteiro: "É racial... Ele marcou o povo americano como Sua nação escolhida ...".
Após a eleição de Beveridge em 1905 para um segundo mandato, ele se identificou com a facção reformista do Partido Republicano. Ele defendeu a legislação nacional sobre trabalho infantil rompeu com o presidente William Howard Taft sobre a Tarifa Payne-Aldrich e patrocinou a Lei Federal de Inspeção de Carne de 1906, adotada após a publicação de The Jungle, de Upton Sinclair. Além disso, Beveridge juntou-se aos insurgentes no apoio à legislação do banco de poupança postal e aos regulamentos ferroviários com a Lei Mann-Elkins de 1910.
Durante a Convenção Republicana de 1908, a indicação à vice-presidência foi solicitada a Beveridge por Frank Hitchcock como gerente da campanha de Taft, pelo senador Reed Smoot de Utah e pela delegação de Nebraska, mas Beveridge recusou.
Ele perdeu sua cadeira no Senado para John Worth Kern quando os democratas conquistaram Indiana nas eleições de 1910. Em 1912, quando Roosevelt deixou o Partido Republicano para fundar o Partido Progressista de curta duração, Beveridge saiu com ele e fez campanhas como candidato desse partido em Indiana na corrida de 1912 para governador e na corrida de 1914 para senador, perdendo ambas. Quando o Partido Progressista se desintegrou, ele voltou para os republicanos com seu futuro político em frangalhos; ele finalmente disputou mais uma corrida para o Senado em 1922, vencendo as primárias contra o titular Harry S. Novo, mas perdendo o general para Samuel M. Ralston e nunca mais ocuparia o cargo. Outra contribuição para sua queda política foi o fato de ele ser um grande crítico de Woodrow Wilson. Ele encorajou Wilson a adotar uma política mais intervencionista com a Revolução Mexicana, mas não gostava da Liga das Nações de Wilson, que Beveridge achava que prejudicaria a independência americana.
No crepúsculo de sua vida, Beveridge passou a repudiar parte da expansão anterior do poder governamental que ele havia defendido em sua carreira anterior. Em um discurso notável, proferido antes do jantar anual dos Filhos da Revolução em junho de 1923, Beveridge lamentou o crescimento do estado regulador e a proliferação de órgãos reguladores, agências e comissões. "A América estaria melhor como país e os americanos mais felizes e prósperos como povo", sugeriu ele, "se metade de nossos conselhos, agências e comissões governamentais fossem abolidos, centenas de milhares de funcionários, agentes e funcionários de nosso governo fossem dispensados e dois terços de nossos regulamentos, restrições e inibições governamentais fossem removidos".

## Historiador
À medida que sua carreira política chegava ao fim, Beveridge dedicou seu tempo a escrever biografias acadêmicas.  Ele foi membro e secretário da American Historical Association (AHA). Sua biografia de John Marshall em quatro volumes, The Life of John Marshall, em 1916-1919, rendeu a Beveridge um Prêmio Pulitzer de Biografia ou Autobiografia e conectou eventos na vida de John Marshall com suas decisões posteriores na Suprema Corte dos Estados Unidos.
Beveridge passou a maior parte de seus últimos anos escrevendo uma biografia de quatro volumes de Abraham Lincoln, apenas pela metade em sua morte, publicada postumamente em 1928 como Abraham Lincoln, 1809-1858 (2 vols.).  Ele despojou os mitos e revelou um político complexo e imperfeito. Em 1939, a AHA estabeleceu o Prêmio Beveridge em sua memória por meio de um presente de sua viúva e de doações de membros.

## Filme de Tolstói
Em 1901, uma década antes da morte de Leo Tolstoi, o professor de viagens americano Burton Holmes visitou Yasnaya Polyana com Beveridge. Enquanto os três homens conversavam, Holmes filmou Tolstói com sua câmera de 60 mm. Posteriormente, os conselheiros de Beveridge conseguiram destruir o filme, temendo que as evidências de que ele havia se encontrado com um autor russo radical pudessem prejudicar suas chances de concorrer à presidência.

## Publicações selecionadas
- "The March of the Flag" (1898)
- "In Support of an American Empire" (1900) Arquivado em junho 24, 2008, no Wayback Machine
- "The Russian Advance" (1903)
- The Young Man and the World (1905) - Project Gutenberg.
- The Life of John Marshall, in 4 volumes (1919), Volume I, Volume II Arquivado em 2009-01-31 no Wayback Machine, Volume III and Volume IV at Internet Archive.
- The Meaning of the Times and other Speeches (Indianapolis: Bobbs-Merrill, 1909) - Open Library.
- Americans of Today and Tomorrow (1908)
- Pass Prosperity Around (1912)
- What is Back of the War? (Indianapolis: Bobbs-Merrill, 1916) - Internet Archive.
- Beveridge, Albert J. (13 de dezembro de 1925). «Bowers Sustains Reputation, Says Beveridge». Indianapolis Star. pp. 41–43 (Section 4, pp. 1–3) Part 2, Part 3
- Abraham Lincoln 1809–1858, 2 vols. (Boston: Houghton Mifflin) (1928)